# БИЧ-20
БИЧ-20 «Пионер» — авиетка конструкции Бориса Черановского, построенная в 1938 году.

## Проект
В 1938 году ОСОАВИАХИМ объявил конкурс на проект лёгкого самолёта. Для участия в конкурсе Борис Черановский создал одноместный бесхвостый спортивный самолет БИЧ-20 «Пионер». Он являлся развитием удачно зарекомендовавшего себя самолета БИЧ-7А и представлял себой низкоплан с трапециевидным крылом и двигателем «Обье Дюнн» (20 л. с.) или «Блекберн Томтит» (18 л. с.). Шасси было неубираемым пирамидальным. Руль высоты и элероны имели перевёрнутый профиль. Вертикальное оперение являлось обтекателем закрытой кабины пилота и располагалось в потоке от тянущего винта.
По отзывам испытателя Виктора Расторгуева, самолёт по своим лётным характеристикам не имел отличий от самолётов классической схемы, был прост в управлении и имел хороший обзор.

## Лётно-технические характеристики
- Размах крыла, м — 6,90;
- Длина самолёта, м — 3,60;
- Площадь крыла, м² — 9,00
- Масса, кг:
  - пустого самолёта — 176;
  - максимальная взлётная — 280;
- Двигатель — 1 × ПД Balckburn Tommit;
- Мощность, л. с. — 18;
- Максимальная скорость, км/ч — 160;
- Экипаж, человек — 1.